# 三台 (职官)
三臺是中国古代三个官名的合称。
三臺本为古代星象名称，同樣的上、中、下台，实际上是位于大熊座中的三对六颗星。后也借指三公、三孤等重臣元老。
《幼学琼林》曰：三公上应三台，郎官上应列宿。
《宋史》卷四十九 志第二 天文二 曰：
三台六星，两两而居，起文昌，列抵太微。一曰天柱，三公之位也。在人曰三公，在天曰三台，主开德宣符。西近文昌二星，曰上台，为司命，主寿；次二星曰中台，为司中，主宗室；东二星曰下台，为司禄，主兵，所以昭德塞违也。又曰三台为天阶，太一蹑以上下。一曰泰阶，上阶上星为天子，下星为女主；中阶上星为诸侯三公，下星为卿大夫；下阶上星为士，下星为庶人，所以和阴阳而理万物也。又曰上台上星主兖、豫，下星主荆、扬；中台上星主梁、雍，下星主冀；下台上星主青，下星主徐。
就是说：三台除了应三公外，还对应九州。
三台对应的三公为：太师（避晋景帝司马师讳改为太宰）、太傅、太保。位列一品。
而繁体的三臺则是指古代的三个官名：
- 尚书为中。
- 谒者为外。
- 御史为宪。

这三臺是文王的三臺：灵臺，囿臺，時臺的引申。
灵臺观天象，囿臺以观鸟兽鱼龟，時臺观四时施化。